# 田村哲夫
田村 哲夫（たむら てつお、1936年2月26日 - ）は、日本の教育者。学校法人青葉学園理事長、学校法人渋谷教育学園理事長 兼 学園長。渋谷教育学園幕張中学校・高等学校前校長、渋谷教育学園渋谷中学高等学校前校長。藍綬褒章受章。

## 来歴・人物
1936年2月26日、東京府生まれ。麻布中学校・高等学校を経て、1958年に東京大学法学部を卒業し、住友銀行に入行。
1962年に同行を退き、学校法人渋谷教育学園理事に。1970年からは同学園理事長。1971年に株式会社日本コンピュータ学院研究所（現：ランドコンピュータ）を設立。学園経営においては、2000年以降、渋谷教育学園幕張中学校・高等学校を進学校に押し上げ、また、従来からあった、渋谷女子高等学校を廃止して渋谷教育学園渋谷中学校・高等学校を新設、進学校化に取り組んだ。学園教育の場においては、年に6度ほど学園長講話(旧校長講話)という生徒と対話する時間を設けている。
学校法人渋谷教育学園理事長、同学園幕張中・高校校長、同学園渋谷中・高校校長のほか、学校法人青葉学園理事長、母校の学校法人麻布学園理事、さらに日本私立中学高等学校連合会会長、日本ユネスコ国内委員会会長、中央教育審議会委員などを務める。中教審委員在任中、ゆとり教育を推進した。
翻訳家でもあり、リチャード・ホフスタッター「アメリカの反知性主義」などがある。2014年、旭日中綬章受章。

## 家族・親族
- 父・田村國雄 - 目黒商業女学校（現・学校法人田村学園）創立者、東京商科大学（現・一橋大学）卒業[7][8]
- 母・田村ラク - 日本女子大学校中退[9]
- 兄・田村邦彦 - 学校法人田村学園学園長、東京大学法学部卒業[2][8]
- 甥（兄の長男）・田村嘉浩 - 学校法人田村学園理事長、東京大学法学部卒業[9]
- 弟・田村秀雄 - ランドコンピュータ代表取締役会長、三豊企業社長、慶應義塾大学法学部法律学科卒業[2][8]、娘婿は泉田裕彦
- 義兄（姉の夫）・金森務 - 明星セメント社長、東京大学経済学部卒業[9]
- 妹・高梨節子 - 慶應義塾大学経済学部卒業[9]
- 義弟（妹の夫）・高梨兵左衛門（真一郎）- キッコーマン常務[9]
- 岳父（妻の父）・松井実 - 三建設備工業創業者、会長[10][9]
- 妻・和子 - 聖心女子大学文学部英文科卒業[9]
- 長女・高際伊都子 - 渋谷教育学園渋谷中学高等学校校長、東洋英和女学院中学部・高等部元教員（数学）、慶應義塾大学理工学部数理科学科卒業[9][11]
- 長男・田村聡明 ‐ 渋谷教育学園幕張中学校・高等学校校長、慶應義塾大学経済学部卒業[9]
- 二男・高梨和也 - 妹夫妻の養子、東京大学工学部応用化学科卒業、同大学院工学系研究科応用化学専攻博士課程修了[9]

## 自調自考
自分で調べ、自分で考えるという意味の渋谷教育学園の教育目標である。英訳するとアクティブラーニングという。同様の教育理念をモットーとする学校としては武蔵中学校・高等学校がある。
田村が校長を務める各学校の各教室の壁には、彼が書いた「自調自考」が掛けられている。
自調自考教育の一環として、道徳の時間に特別授業「学園長講話」を設け、直接生徒に対して自立と依存について語りかけている。中学1年生から高校3年生まで順に、「人間関係」「自我のめざめ」「新たな出発」「自己の社会化」「自由とは」「自分探しの旅立ち」というテーマを設けている。

## 社会的活動
- 日本私立中学高等学校連合会会長（2004年 - 2008年）
- 日本ユネスコ国内委員会会長
- 文部科学省中央教育審議会委員（第1期、第2期、第4期）

## 著作・翻訳
- 『心の習慣』 東京書籍 ISBN 4487793424 1998年
- 『アメリカの反知性主義』 リチャード・ホーフスタッター（Richard Hofstadter）著、田村哲夫 翻訳 みすず書房 ISBN 4622070669 2003年
- 『教えて！ 校長先生 渋谷教育学園はなぜ共学トップになれたのか』中央公論新社〈中公新書ラクレ〉 ISBN 4121505433 2015年